# The She Creature
The She Creature o The She-Creature (El fantasma de ultratumba en Hispanoamérica) es una película de terror de 1956 producida por American International Pictures, basada en un guion de Lou Rusoff y dirigida por Edward L. Cahn.

## Trama
La película está protagonizada por un hipnotizador (Chester Morris), cuyos experimentos de regresión hipnótica transportan a su joven asistente (Marla English) a una vida pasada como una criatura marina con forma humanoide. El hipnotizador utiliza la manifestación física de la criatura para cometer asesinatos. Su motivación nunca es explicada del todo en la película, y los asesinatos ocurren, al parecer, por venganza o por notoriedad.
- Datos: Q2269271